# 趙永
趙永（1469年—1548年），字爾錫，長陵衛官籍，直隸臨淮縣（今江蘇盱眙縣）人，明朝政治人物。

## 生平
弘治十一年（1498年）戊午科順天府鄉試第一百三名舉人，弘治十五年（1502年）壬戌科會試第十五名，二甲第二十八名進士，選翰林院庶吉士，授編修，為大學士李東陽門生。他繼任魯鐸的國子監祭酒職位，隨後擔任南京禮部侍郎。大學士楊一清重其才，欲引以自助，后經人挑撥。趙永正色后辭職致仕回鄉。

## 著作
有《類菴稿》《文華講義》《南京錄》《瀛洲詩》《北歸稿》等。

## 家族
曾祖父趙仲良，贈懷遠將軍指揮同知；祖父趙雲；父趙貴，母胡氏。慈侍下。弟趙昶。